# Handball-Bayernliga 1999/2000
Die Handball-Bayernliga 1999/2000 wurde unter dem Dach des „Bayerischen Handballverbandes“ (BHV) organisiert und ist die höchste Spielklasse des Landesverbandes Bayern. Die Bayernliga ist nach der Bundesliga, der 2. Bundesliga und der Handball-Regionalliga eine der vierthöchsten Spielklassen im deutschen Handball.

## Saisonverlauf
Die Handball-Bayernliga 1999/2000 war die zweiundvierzigste Ausspielung der Handball-Bayernligasaison. Meister wurde der HG Rothenburg, der sich damit auch für die Regionalliga Süd 2000/01 qualifizierte.

### Modus
Es wurde eine Hin- und Rückrunde gespielt. Nach Abschluss der daraus resultierenden 22 Spieltage stieg der „Bayerische Meister“ in die Regionalliga auf, während die letzten drei Mannschaften in die beiden Staffeln der Landesliga absteigen mussten.  Bei Punktegleichheit war das bessere Torverhältnis ausschlaggebend. Der Modus war für Männer und Frauen gleich.

## Teilnehmer und Platzierungen
Nicht mehr dabei waren die Auf- und Absteiger der Vorsaison. Neu dabei waren ein Absteiger (A) und die Aufsteiger (N) aus den Landesligen. Im Verlaufe der Saison traten zwölf Mannschaften in der Bayernliga an.

### Abschlusstabelle
|     | Mannschaft           | Spiele | Punkte |
| --- | -------------------- | ------ | ------ |
| 1.  | HG Rothenburg        | 22     | 34:10  |
| 2.  | TSV Unterhaching (A) | 22     | 32:12  |
| 3.  | HG Erlangen II       | 22     | 29:15  |
| 4.  | BSV 98 Bayreuth (N)  | 22     | 26:18  |
| 5.  | VfB Forchheim (N)    | 22     | 26:18  |
| 6.  | HG Ingolstadt        | 22     | 24:20  |
| 7.  | TSV Friedberg        | 22     | 22:22  |
| 8.  | TV Coburg-Neuses     | 22     | 19:25  |
| 9.  | TSV Simbach am Inn   | 22     | 19:25  |
| 10. | TSV Milbertshofen    | 22     | 14:30  |
| 11. | TSV Landsberg (N)    | 22     | 11:33  |
| 12. | TV 1877 Lauf         | 22     | 8:36   |

Bereich des „Bayer. Handballverbandes“ (BHV)

(A) = Absteiger aus der Regionalliga Süd (N) = neu in der Liga

 Bayerischer Meister und Aufsteiger zur Regionalliga Süd 2000/01

 Für die Bayernliga  2000/01 qualifiziert

### Frauen
- Der 1. FC Nürnberg wurde Bayerischer Meister und hat sich für die Regionalliga Süd 2000/01 der Frauen qualifiziert.